# CYP2C8
El Citocromo P450 2C8 (CYP2C8) es una enzima perteneciente al grupo de proteínas del citocromo P450. Esta enzima se halla involucrada en el metabolismo de fármacos tales como paclitaxel, repaglinida, rosiglitazona, y cerivastatina, entre otros. Anteriormente se le conocía como "citocromo P450, subfamilia IIC (mefenitoína 4-hidroxilasa), polipéptido 8".

## Inhibidores del CYP2C8
El inhibidor más potente identificado fue el antagonista del receptor de leucotrienos, montelukast. Otros inhibidores de la CYP2C8 se identificaron a partir de una amplia variedad de clases terapéuticas, sin que predomine una sola clase. Entre estos inhibidores potentes están incluidos el candesartán cilexetilo (profármaco del éster ciclohexilcarbonato de candesartán), zafirlukast, clotrimazol, felodipino, y el furoato de mometasona.